# セキュリティバンク
セキュリティバンク（英語: Security Bank Corporation）はフィリピンのユニバーサルバンク。1951年6月18日に、セキュリティバンク・アンド・トラスト・カンパニー（Security Bank and Trust Company）として設立された、第二次世界大戦後、最初の民間かつフィリピン人が経営する銀行である。1995年にフィリピン証券取引所に上場。2016年1月現在、フィリピンの民間銀行第6位の資産規模を有する。フィリピン総合指数構成銘柄。
2016年1月14日、三菱東京UFJ銀行がセキュリティバンクの株式約20%を取得し、持分法適用会社として業務提携することを発表した。

## 子会社
- セキュリティ貯蓄銀行（英語版）

## 脚註
1. 1 2 3 4  “セキュリティバンクとの資本・業務提携について” (PDF).   三菱東京UFJ銀行. 2016年1月14日閲覧。
2. 1 2  “History”.   Security Bank. 2016年1月14日閲覧。
3. ↑  三菱UFJ銀、フィリピン大手銀に1000億円出資日本経済新聞